# L'una per te
L'una per te è una canzone di Vasco Rossi; è il secondo singolo estratto dall'album Canzoni per me, pubblicato il 7 aprile 1998. 
Nel settembre dello stesso anno è stato tra i più passati in radio.